# Conotrachelus
Conotrachelus är ett släkte av skalbaggar. Conotrachelus ingår i familjen vivlar.

## Dottertaxa tillConotrachelus, i alfabetisk ordning[1]
- Conotrachelus abdominalis
- Conotrachelus abruptecostatus
- Conotrachelus acuminatus
- Conotrachelus acurostris
- Conotrachelus acutecostatus
- Conotrachelus acutehumeralis
- Conotrachelus adspersus
- Conotrachelus adustus
- Conotrachelus aequalis
- Conotrachelus aequicostatus
- Conotrachelus aethiops
- Conotrachelus affinis
- Conotrachelus aguacatae
- Conotrachelus alatus
- Conotrachelus albaticollis
- Conotrachelus albatus
- Conotrachelus albicans
- Conotrachelus albicinctus
- Conotrachelus albicollis
- Conotrachelus albicosta
- Conotrachelus albidulus
- Conotrachelus albifrons
- Conotrachelus albinus
- Conotrachelus albithorax
- Conotrachelus albocapitulus
- Conotrachelus albofasciatus
- Conotrachelus albogriseus
- Conotrachelus albolineatus
- Conotrachelus albomaculatus
- Conotrachelus albomarginatus
- Conotrachelus albomixtus
- Conotrachelus albopictus
- Conotrachelus alboplagiatus
- Conotrachelus alboposticatus
- Conotrachelus albosellatus
- Conotrachelus albosignatus
- Conotrachelus albostigmosus
- Conotrachelus albosuturalis
- Conotrachelus albotuberosus
- Conotrachelus albovenustus
- Conotrachelus albozonatus
- Conotrachelus alternans
- Conotrachelus alticollis
- Conotrachelus altidorsum
- Conotrachelus amabilis
- Conotrachelus ambiguus
- Conotrachelus amoenus
- Conotrachelus amplicollis
- Conotrachelus amplipennis
- Conotrachelus anaglypticus
- Conotrachelus angulaticollis
- Conotrachelus angulatus
- Conotrachelus angulicollis
- Conotrachelus angulirostris
- Conotrachelus angustatohumeralis
- Conotrachelus angusticollis
- Conotrachelus annulipes
- Conotrachelus anonae
- Conotrachelus antennatus
- Conotrachelus antesulcatus
- Conotrachelus anthonomoides
- Conotrachelus apicalis
- Conotrachelus apicirostris
- Conotrachelus apicrostris
- Conotrachelus arachnoides
- Conotrachelus aratus
- Conotrachelus arcuatirostris
- Conotrachelus argula
- Conotrachelus aristatus
- Conotrachelus arizonicus
- Conotrachelus armatus
- Conotrachelus armillatus
- Conotrachelus asperatus
- Conotrachelus atokanus
- Conotrachelus atricolor
- Conotrachelus atropunctus
- Conotrachelus aurantiacus
- Conotrachelus aureohirtus
- Conotrachelus aureosparsus
- Conotrachelus autazinus
- Conotrachelus bahiensis
- Conotrachelus basalis
- Conotrachelus basiflavidus
- Conotrachelus basiflavus
- Conotrachelus basiguttatus
- Conotrachelus basimaculatus
- Conotrachelus basinotatus
- Conotrachelus basipennis
- Conotrachelus basiplagiatus
- Conotrachelus basisignatus
- Conotrachelus basistigmosus
- Conotrachelus belfragei
- Conotrachelus bellus
- Conotrachelus bescayensis
- Conotrachelus bicarinatus
- Conotrachelus bicolor
- Conotrachelus bicoloratus
- Conotrachelus bicristatus
- Conotrachelus bidentatus
- Conotrachelus bidenticulatus
- Conotrachelus bifasciculatus
- Conotrachelus bifrons
- Conotrachelus biguttatus
- Conotrachelus bilamellatus
- Conotrachelus bilineatus
- Conotrachelus bimaculatus
- Conotrachelus biolleyi
- Conotrachelus biscayensis
- Conotrachelus bisignatus
- Conotrachelus bispinis
- Conotrachelus bispinosus
- Conotrachelus bituberculatus
- Conotrachelus bondaris
- Conotrachelus bosqi
- Conotrachelus bosqui
- Conotrachelus brethesi
- Conotrachelus brevicollis
- Conotrachelus brevicostatus
- Conotrachelus brevicrinitus
- Conotrachelus brevipennis
- Conotrachelus brevirostris
- Conotrachelus brevis
- Conotrachelus brevisetis
- Conotrachelus breyeri
- Conotrachelus brunneipennis
- Conotrachelus brunneolus
- Conotrachelus brunneorufus
- Conotrachelus bufo
- Conotrachelus calvoapicalis
- Conotrachelus cambotae
- Conotrachelus camelus
- Conotrachelus canaliculatus
- Conotrachelus candidus
- Conotrachelus canescens
- Conotrachelus canicollis
- Conotrachelus capreolus
- Conotrachelus capucinus
- Conotrachelus carinellus
- Conotrachelus carinicollis
- Conotrachelus carinifer
- Conotrachelus carinifrons
- Conotrachelus carinirostris
- Conotrachelus cariniscutum
- Conotrachelus carinulatus
- Conotrachelus caudatus
- Conotrachelus cavicrus
- Conotrachelus cayennensis
- Conotrachelus cecropiae
- Conotrachelus cerasi
- Conotrachelus cervinus
- Conotrachelus cesalpiniae
- Conotrachelus cestrotus
- Conotrachelus chalcarivarius
- Conotrachelus championi
- Conotrachelus chevrolati
- Conotrachelus ciliaris
- Conotrachelus ciliatus
- Conotrachelus cinctipes
- Conotrachelus cinerascens
- Conotrachelus cinereipennis
- Conotrachelus cinereovestitus
- Conotrachelus cinereus
- Conotrachelus cinis
- Conotrachelus cinnaberinus
- Conotrachelus cinnamomeus
- Conotrachelus cinochreus
- Conotrachelus cirricollis
- Conotrachelus clivosus
- Conotrachelus coelebs
- Conotrachelus coelosternoides
- Conotrachelus coerulescens
- Conotrachelus cognatus
- Conotrachelus coluber
- Conotrachelus compactus
- Conotrachelus compositus
- Conotrachelus compressus
- Conotrachelus concentricus
- Conotrachelus confinis
- Conotrachelus confluens
- Conotrachelus conformis
- Conotrachelus confrater
- Conotrachelus confusus
- Conotrachelus conicicollis
- Conotrachelus conirostris
- Conotrachelus constrictipennis
- Conotrachelus constrictus
- Conotrachelus continuus
- Conotrachelus contrarius
- Conotrachelus copaiferae
- Conotrachelus corallifer
- Conotrachelus corallinus
- Conotrachelus cordatus
- Conotrachelus cordiformis
- Conotrachelus cordipennis
- Conotrachelus coronatus
- Conotrachelus coronifer
- Conotrachelus corticalis
- Conotrachelus corymbus
- Conotrachelus costalis
- Conotrachelus costaricensis
- Conotrachelus costiferus
- Conotrachelus costirostris
- Conotrachelus crassus
- Conotrachelus crataegi
- Conotrachelus crenatus
- Conotrachelus cretaceus
- Conotrachelus cretatus
- Conotrachelus cribratus
- Conotrachelus cribricollis
- Conotrachelus crinitus
- Conotrachelus cristatus
- Conotrachelus crucifer
- Conotrachelus cryptorhynchoides
- Conotrachelus cucullatus
- Conotrachelus cuneigerus
- Conotrachelus curabilis
- Conotrachelus curticostatus
- Conotrachelus curtirostris
- Conotrachelus curtus
- Conotrachelus curvatirostris
- Conotrachelus curvicostatus
- Conotrachelus curvidens
- Conotrachelus curvifasciatus
- Conotrachelus curvilineatus
- Conotrachelus curvimanus
- Conotrachelus curvirostris
- Conotrachelus curvisignatus
- Conotrachelus cyclops
- Conotrachelus cylindricus
- Conotrachelus cymba
- Conotrachelus decrinitus
- Conotrachelus defricatus
- Conotrachelus degluptus
- Conotrachelus deletangi
- Conotrachelus demens
- Conotrachelus denieri
- Conotrachelus densatus
- Conotrachelus densibasis
- Conotrachelus densifrons
- Conotrachelus dentiferus
- Conotrachelus dentiger
- Conotrachelus dentimanus
- Conotrachelus dentiscapulosus
- Conotrachelus deplanatus
- Conotrachelus depressus
- Conotrachelus despoliatus
- Conotrachelus deustus
- Conotrachelus diaconitus
- Conotrachelus diadematus
- Conotrachelus differens
- Conotrachelus difficilis
- Conotrachelus dilatipennis
- Conotrachelus dilatirostris
- Conotrachelus dimidiatipes
- Conotrachelus dimidiatus
- Conotrachelus dimidiorufus
- Conotrachelus dipilis
- Conotrachelus discifer
- Conotrachelus discus
- Conotrachelus disparilis
- Conotrachelus distinctus
- Conotrachelus diversipes
- Conotrachelus diversirostris
- Conotrachelus divirgatus
- Conotrachelus divisus
- Conotrachelus dohrni
- Conotrachelus dorsalis
- Conotrachelus dorsoplagiatus
- Conotrachelus draco
- Conotrachelus dubitabilis
- Conotrachelus dufaui
- Conotrachelus duirus
- Conotrachelus duplex
- Conotrachelus duplicatus
- Conotrachelus duplicornis
- Conotrachelus duplodentatus
- Conotrachelus eburneus
- Conotrachelus ecarinatus
- Conotrachelus echinatus
- Conotrachelus egregirostris
- Conotrachelus egregius
- Conotrachelus elegans
- Conotrachelus elephas
- Conotrachelus elevaticollis
- Conotrachelus elevatiformis
- Conotrachelus elevatulus
- Conotrachelus elevatus
- Conotrachelus elongatus
- Conotrachelus emarginatus
- Conotrachelus erinaceus
- Conotrachelus evanescens
- Conotrachelus exaraticollis
- Conotrachelus exaratus
- Conotrachelus excavatus
- Conotrachelus exiguus
- Conotrachelus eximius
- Conotrachelus exsculptus
- Conotrachelus extremirostris
- Conotrachelus extrusus
- Conotrachelus falli
- Conotrachelus farinosus
- Conotrachelus fasciatus
- Conotrachelus fasciculaticollis
- Conotrachelus fasciculatus
- Conotrachelus fasciolatus
- Conotrachelus faustus
- Conotrachelus favillatus
- Conotrachelus femoralis
- Conotrachelus ferrugineus
- Conotrachelus fiedleri
- Conotrachelus filirostris
- Conotrachelus finitimus
- Conotrachelus fissunguis
- Conotrachelus flabelliferus
- Conotrachelus flavangulus
- Conotrachelus flavibasis
- Conotrachelus flavicans
- Conotrachelus flavoapicalis
- Conotrachelus flavocallosus
- Conotrachelus flavocinereus
- Conotrachelus flavofasciatus
- Conotrachelus flavogriseus
- Conotrachelus flavolateralis
- Conotrachelus flavomaculatus
- Conotrachelus flavotessellatus
- Conotrachelus flexuosus
- Conotrachelus floridanus
- Conotrachelus foveicollis
- Conotrachelus fraternus
- Conotrachelus frontalis
- Conotrachelus fronto
- Conotrachelus fulvescens
- Conotrachelus fulvibasis
- Conotrachelus fulvicolor
- Conotrachelus fulvodotatus
- Conotrachelus fulvofasciatus
- Conotrachelus fulvolineatus
- Conotrachelus fulvomaculatus
- Conotrachelus fulvopictus
- Conotrachelus fulvosuturalis
- Conotrachelus funereus
- Conotrachelus funestus
- Conotrachelus fur
- Conotrachelus furvus
- Conotrachelus gemellatus
- Conotrachelus geminatus
- Conotrachelus geminus
- Conotrachelus geniculatus
- Conotrachelus geographicus
- Conotrachelus germanus
- Conotrachelus germari
- Conotrachelus gibberiferus
- Conotrachelus gibberosus
- Conotrachelus gibberulus
- Conotrachelus gibbipennis
- Conotrachelus gibbirostris
- Conotrachelus gibbosus
- Conotrachelus glaber
- Conotrachelus glabricollis
- Conotrachelus glabrirostris
- Conotrachelus glabriventris
- Conotrachelus glandulipennis
- Conotrachelus gounellei
- Conotrachelus gracilipes
- Conotrachelus grammicollis
- Conotrachelus granosicollis
- Conotrachelus granulicollis
- Conotrachelus grisellus
- Conotrachelus griseoflavus
- Conotrachelus griseus
- Conotrachelus guabirobae
- Conotrachelus guadelupensis
- Conotrachelus guapevae
- Conotrachelus guatemalensis
- Conotrachelus gularis
- Conotrachelus guyanensis
- Conotrachelus haemorrhoicus
- Conotrachelus helferi
- Conotrachelus heteropunctatus
- Conotrachelus hirsutellus
- Conotrachelus hirsutipennis
- Conotrachelus hirsutus
- Conotrachelus hirtellus
- Conotrachelus hirtipennis
- Conotrachelus hispidulus
- Conotrachelus hispidus
- Conotrachelus histrio
- Conotrachelus homonymus
- Conotrachelus hopei
- Conotrachelus horrens
- Conotrachelus horreus
- Conotrachelus horridus
- Conotrachelus humeralis
- Conotrachelus humeridens
- Conotrachelus humeroflavus
- Conotrachelus humerospinosus
- Conotrachelus humerosus
- Conotrachelus humilis
- Conotrachelus hustachei
- Conotrachelus hyphoborus
- Conotrachelus hystricosus
- Conotrachelus hystrix
- Conotrachelus imbecillus
- Conotrachelus imparidens
- Conotrachelus impeditus
- Conotrachelus impressicollis
- Conotrachelus impressithorax
- Conotrachelus inaequidens
- Conotrachelus incanus
- Conotrachelus inconcinnus
- Conotrachelus inconspicuus
- Conotrachelus incurvirostris
- Conotrachelus indecorus
- Conotrachelus inexplicatus
- Conotrachelus infector
- Conotrachelus infirmus
- Conotrachelus informirostris
- Conotrachelus informis
- Conotrachelus infrascapularis
- Conotrachelus insignis
- Conotrachelus insons
- Conotrachelus instabilis
- Conotrachelus insularis
- Conotrachelus integellus
- Conotrachelus integer
- Conotrachelus integerrimus
- Conotrachelus intermedius
- Conotrachelus interruptus
- Conotrachelus intractatus
- Conotrachelus invadeus
- Conotrachelus irroratus
- Conotrachelus isthmicus
- Conotrachelus juglandis
- Conotrachelus kirschi
- Conotrachelus labentipennis
- Conotrachelus laevirostris
- Conotrachelus lanei
- Conotrachelus lassatus
- Conotrachelus lassulus
- Conotrachelus latefasciatus
- Conotrachelus lateralis
- Conotrachelus latidens
- Conotrachelus latipennis
- Conotrachelus latirostris
- Conotrachelus lautus
- Conotrachelus laxipennis
- Conotrachelus lecontei
- Conotrachelus lemniscatus
- Conotrachelus lepidus
- Conotrachelus leucocephalus
- Conotrachelus leucogrammus
- Conotrachelus leucophaeatus
- Conotrachelus leucostictus
- Conotrachelus leucosticus
- Conotrachelus levicollis
- Conotrachelus lineatipes
- Conotrachelus lineatus
- Conotrachelus lineicollis
- Conotrachelus lineola
- Conotrachelus lizeri
- Conotrachelus lobaticollis
- Conotrachelus lobatus
- Conotrachelus lobicollis
- Conotrachelus longidens
- Conotrachelus longipennis
- Conotrachelus longirostris
- Conotrachelus loripes
- Conotrachelus lucanus
- Conotrachelus lunifer
- Conotrachelus luridus
- Conotrachelus lutamentarius
- Conotrachelus lutulentus
- Conotrachelus maceritiae
- Conotrachelus macilentus
- Conotrachelus maculipes
- Conotrachelus magnifasciatus
- Conotrachelus mamillatus
- Conotrachelus mancicostatus
- Conotrachelus marginiceps
- Conotrachelus maroniensis
- Conotrachelus marshalli
- Conotrachelus massarandubae
- Conotrachelus megalops
- Conotrachelus melanogastricus
- Conotrachelus mendax
- Conotrachelus mesosternalis
- Conotrachelus mexicanus
- Conotrachelus mimicus
- Conotrachelus miniatoguttatus
- Conotrachelus minutulus
- Conotrachelus minutus
- Conotrachelus mirabilis
- Conotrachelus mirus
- Conotrachelus misellus
- Conotrachelus miser
- Conotrachelus missionensis
- Conotrachelus mixtus
- Conotrachelus moestus
- Conotrachelus morio
- Conotrachelus mourei
- Conotrachelus mucidus
- Conotrachelus mucronatus
- Conotrachelus multicostatus
- Conotrachelus multidentatus
- Conotrachelus multifasciculatus
- Conotrachelus multiguttatus
- Conotrachelus multituberculatus
- Conotrachelus murcius
- Conotrachelus murinus
- Conotrachelus murtinus
- Conotrachelus mus
- Conotrachelus myrciariae
- Conotrachelus nanus
- Conotrachelus naso
- Conotrachelus nemorivagus
- Conotrachelus nenuphar
- Conotrachelus neomexicanus
- Conotrachelus nigricans
- Conotrachelus nigricollis
- Conotrachelus nigrita
- Conotrachelus nigrofasciculatus
- Conotrachelus nigromaculatus
- Conotrachelus nigromicans
- Conotrachelus nitidiceps
- Conotrachelus nitidifrons
- Conotrachelus nitidiventris
- Conotrachelus niveiceps
- Conotrachelus niveus
- Conotrachelus nivifer
- Conotrachelus nivosus
- Conotrachelus noctivagus
- Conotrachelus nodifer
- Conotrachelus nodifrons
- Conotrachelus nodulosus
- Conotrachelus nubifer
- Conotrachelus obediens
- Conotrachelus obesulus
- Conotrachelus obesus
- Conotrachelus obliquelineatus
- Conotrachelus obliquus
- Conotrachelus oblongopunctatus
- Conotrachelus obscuripennis
- Conotrachelus obscurogriseus
- Conotrachelus obscurus
- Conotrachelus obtusedentatus
- Conotrachelus ocellatus
- Conotrachelus ocheroflavus
- Conotrachelus ochraceovestitus
- Conotrachelus ochraceus
- Conotrachelus ochreatus
- Conotrachelus octocostatus
- Conotrachelus ocularis
- Conotrachelus oculatus
- Conotrachelus oiti
- Conotrachelus olivaceoalbus
- Conotrachelus omoplatus
- Conotrachelus opacellus
- Conotrachelus opacus
- Conotrachelus opimus
- Conotrachelus orbatus
- Conotrachelus orchestoides
- Conotrachelus ornaticollis
- Conotrachelus ornatulus
- Conotrachelus ovalis
- Conotrachelus ovatulus
- Conotrachelus oviformis
- Conotrachelus paleatus
- Conotrachelus pallidirostris
- Conotrachelus pallidus
- Conotrachelus parumcostatus
- Conotrachelus parvicollis
- Conotrachelus parvulus
- Conotrachelus pascoei
- Conotrachelus paucicostatus
- Conotrachelus paulanus
- Conotrachelus pavidus
- Conotrachelus pecanae
- Conotrachelus pectinatus
- Conotrachelus pectoralis
- Conotrachelus perdix
- Conotrachelus periscelis
- Conotrachelus perseae
- Conotrachelus pertusicollis
- Conotrachelus petrosus
- Conotrachelus phaseoli
- Conotrachelus picirostris
- Conotrachelus picticollis
- Conotrachelus pictipes
- Conotrachelus piliferus
- Conotrachelus piliventris
- Conotrachelus pilosellus
- Conotrachelus pistrinarius
- Conotrachelus pitubae
- Conotrachelus plagiatus
- Conotrachelus planicollis
- Conotrachelus planifrons
- Conotrachelus pluricostatus
- Conotrachelus pollinosus
- Conotrachelus pollux
- Conotrachelus porcatirostris
- Conotrachelus porculeti
- Conotrachelus porrectirostris
- Conotrachelus posticatus
- Conotrachelus postscutellaris
- Conotrachelus praecanescens
- Conotrachelus praeflavus
- Conotrachelus praenotatus
- Conotrachelus praestans
- Conotrachelus praeustus
- Conotrachelus presbyta
- Conotrachelus productus
- Conotrachelus propinquus
- Conotrachelus propior
- Conotrachelus psidii
- Conotrachelus pulchrinus
- Conotrachelus pullus
- Conotrachelus pumilio
- Conotrachelus pumilus
- Conotrachelus puncticollis
- Conotrachelus punctiger
- Conotrachelus punctiventris
- Conotrachelus puniceomaculatus
- Conotrachelus pusillus
- Conotrachelus pygidialis
- Conotrachelus quadraticollis
- Conotrachelus quadridens
- Conotrachelus quadriguttatus
- Conotrachelus quadriguttulus
- Conotrachelus quadrilineatus
- Conotrachelus quadrinodosus
- Conotrachelus quadrinotatus
- Conotrachelus quadripustulatus
- Conotrachelus quadrisignatus
- Conotrachelus quadrituberculatus
- Conotrachelus rabidus
- Conotrachelus ramifer
- Conotrachelus raptor
- Conotrachelus raucus
- Conotrachelus recessus
- Conotrachelus rectecostatus
- Conotrachelus rectestrigosus
- Conotrachelus recticollis
- Conotrachelus rectirostris
- Conotrachelus reflexicollis
- Conotrachelus refulgens
- Conotrachelus repens
- Conotrachelus repetitio
- Conotrachelus retensus
- Conotrachelus retentus
- Conotrachelus reticulatus
- Conotrachelus retusus
- Conotrachelus revestitus
- Conotrachelus rhinoceros
- Conotrachelus rhytirhinoides
- Conotrachelus riedeli
- Conotrachelus robustus
- Conotrachelus roseifrons
- Conotrachelus rotundus
- Conotrachelus ruber
- Conotrachelus rubescens
- Conotrachelus rubicundulus
- Conotrachelus rubidus
- Conotrachelus rubiginosus
- Conotrachelus rubirostris
- Conotrachelus rubricosus
- Conotrachelus rubrifrons
- Conotrachelus rubripennis
- Conotrachelus rubriplagiatus
- Conotrachelus rudepunctatus
- Conotrachelus rufatus
- Conotrachelus rufescens
- Conotrachelus ruficruris
- Conotrachelus rufidulus
- Conotrachelus rufifrons
- Conotrachelus rufinulus
- Conotrachelus rufinus
- Conotrachelus rufipennis
- Conotrachelus rufirostris
- Conotrachelus rufitarsis
- Conotrachelus rufocaudatus
- Conotrachelus rufoplagiatus
- Conotrachelus rufopygidialis
- Conotrachelus rufoscapularis
- Conotrachelus rufosparsus
- Conotrachelus rugicollis
- Conotrachelus rugiventris
- Conotrachelus rugosicollis
- Conotrachelus rugosus
- Conotrachelus rugulosus
- Conotrachelus ruptus
- Conotrachelus sabulosus
- Conotrachelus salebrosus
- Conotrachelus sapotae
- Conotrachelus saxosus
- Conotrachelus scapularis
- Conotrachelus scapulatus
- Conotrachelus scirrhosus
- Conotrachelus sciurus
- Conotrachelus scoparius
- Conotrachelus scops
- Conotrachelus scopulosus
- Conotrachelus scorsus
- Conotrachelus segregatus
- Conotrachelus sellatus
- Conotrachelus semialbus
- Conotrachelus semicinereus
- Conotrachelus semicostatus
- Conotrachelus semifasciatus
- Conotrachelus seminebulosus
- Conotrachelus seminudus
- Conotrachelus semirubescens
- Conotrachelus semirufus
- Conotrachelus senex
- Conotrachelus seniculus
- Conotrachelus serenus
- Conotrachelus serpentinus
- Conotrachelus serratidens
- Conotrachelus serripennis
- Conotrachelus setiferus
- Conotrachelus setosus
- Conotrachelus setulosus
- Conotrachelus severus
- Conotrachelus sexmaculatus
- Conotrachelus sextuberculatus
- Conotrachelus signaticollis
- Conotrachelus signatifrons
- Conotrachelus signatus
- Conotrachelus similis
- Conotrachelus sinuaticollis
- Conotrachelus sinuatocostatus
- Conotrachelus sobrinus
- Conotrachelus sollicitus
- Conotrachelus spectabilis
- Conotrachelus specularis
- Conotrachelus speculiferus
- Conotrachelus spinifer
- Conotrachelus spiniger
- Conotrachelus spinipennis
- Conotrachelus spinosipennis
- Conotrachelus squalidus
- Conotrachelus squamifrons
- Conotrachelus squamosus
- Conotrachelus squamulatus
- Conotrachelus sternalis
- Conotrachelus stigmaticollis
- Conotrachelus striaticollis
- Conotrachelus striatifrons
- Conotrachelus striatipennis
- Conotrachelus striatirostris
- Conotrachelus striatus
- Conotrachelus strigosipennis
- Conotrachelus styliferus
- Conotrachelus subabruptus
- Conotrachelus subextensus
- Conotrachelus subfasciatus
- Conotrachelus subfulgens
- Conotrachelus subfuscus
- Conotrachelus subhumeralis
- Conotrachelus sublamellatus
- Conotrachelus sublineatus
- Conotrachelus subnebulosus
- Conotrachelus subopacellus
- Conotrachelus subopacus
- Conotrachelus subplanatus
- Conotrachelus subquadraticollis
- Conotrachelus subrufescens
- Conotrachelus subrufus
- Conotrachelus subsetosus
- Conotrachelus subtilis
- Conotrachelus subulatus
- Conotrachelus sulcaticollis
- Conotrachelus sulcatipennis
- Conotrachelus sulcatulus
- Conotrachelus sulcicollis
- Conotrachelus sulcipectus
- Conotrachelus sulcirostris
- Conotrachelus sulfopallidus
- Conotrachelus sulphureus
- Conotrachelus sulphurosus
- Conotrachelus suturalis
- Conotrachelus sylvicola
- Conotrachelus sylvius
- Conotrachelus tabogensis
- Conotrachelus taciturnus
- Conotrachelus taeniaticollis
- Conotrachelus tagax
- Conotrachelus tardus
- Conotrachelus tenuifasciatus
- Conotrachelus tenuipes
- Conotrachelus tenuirostris
- Conotrachelus terminalis
- Conotrachelus testudinarius
- Conotrachelus testudineus
- Conotrachelus tetrastictus
- Conotrachelus tetrastigma
- Conotrachelus texanus
- Conotrachelus thoracalis
- Conotrachelus thoracicus
- Conotrachelus tibialis
- Conotrachelus tomentosus
- Conotrachelus torosus
- Conotrachelus totocarinatus
- Conotrachelus totorufus
- Conotrachelus trianguliferus
- Conotrachelus triannulatus
- Conotrachelus tricostatus
- Conotrachelus tridens
- Conotrachelus tridentatus
- Conotrachelus trifasciatus
- Conotrachelus trigonus
- Conotrachelus trilineatus
- Conotrachelus trimaculatus
- Conotrachelus triplangularis
- Conotrachelus triquetrus
- Conotrachelus tristis
- Conotrachelus truncatidens
- Conotrachelus tuberculatus
- Conotrachelus tuberculicollis
- Conotrachelus tuberosus
- Conotrachelus tumidipes
- Conotrachelus tumidus
- Conotrachelus turbatus
- Conotrachelus ubacahy
- Conotrachelus umbrosus
- Conotrachelus uncifer
- Conotrachelus unicus
- Conotrachelus unidentatus
- Conotrachelus unifasciatus
- Conotrachelus uniformis
- Conotrachelus validistriatus
- Conotrachelus validus
- Conotrachelus varians
- Conotrachelus varicolor
- Conotrachelus variegatus
- Conotrachelus variipilosus
- Conotrachelus variolosus
- Conotrachelus vastidens
- Conotrachelus vastus
- Conotrachelus ventralis
- Conotrachelus venustus
- Conotrachelus weoleucus
- Conotrachelus verticalis
- Conotrachelus vesculus
- Conotrachelus vetulus
- Conotrachelus vexillarius
- Conotrachelus vianai
- Conotrachelus vicinus
- Conotrachelus viduatus
- Conotrachelus vilis
- Conotrachelus viridiflavus
- Conotrachelus vittaticollis
- Conotrachelus vulgaris
- Conotrachelus vulpinus
- Conotrachelus zonatus